# Medaljfördelning vid olympiska vinterspelen 1936
Detta är medaljfördelningen vid olympiska vinterspelen 1936 som hölls i Garmisch-Partenkirchen, Tyskland. 

## Tabellen
Ländernas placering i listan avgörs av:
1. Antal guldmedaljer.
2. Antal silvermedaljer.
3. Antal bronsmedaljer.
4. Bokstavsordning (förändrar dock inte landets ranking).

Det här systemet används av IOC, IAAF och BBC.

      Värdnation (Tyskland)
| Pl.    | Nation         | Guld | Silver | Brons | Totalt |
| ------ | -------------- | ---- | ------ | ----- | ------ |
| 1      | Norge          | 7    | 5      | 3     | 15     |
| 2      | Tyskland       | 3    | 3      | 0     | 6      |
| 3      | Sverige        | 2    | 2      | 3     | 7      |
| 4      | Finland        | 1    | 2      | 3     | 6      |
| 5      | Schweiz        | 1    | 2      | 0     | 3      |
| 6      | Österrike      | 1    | 1      | 2     | 4      |
| 7      | Storbritannien | 1    | 1      | 1     | 3      |
| 8      | USA            | 1    | 0      | 3     | 4      |
| 9      | Kanada         | 0    | 1      | 0     | 1      |
| 10     | Frankrike      | 0    | 0      | 1     | 1      |
| 10     | Ungern         | 0    | 0      | 1     | 1      |
| Totalt | Totalt         | 17   | 17     | 17    | 51     |